# Sopa de nuez

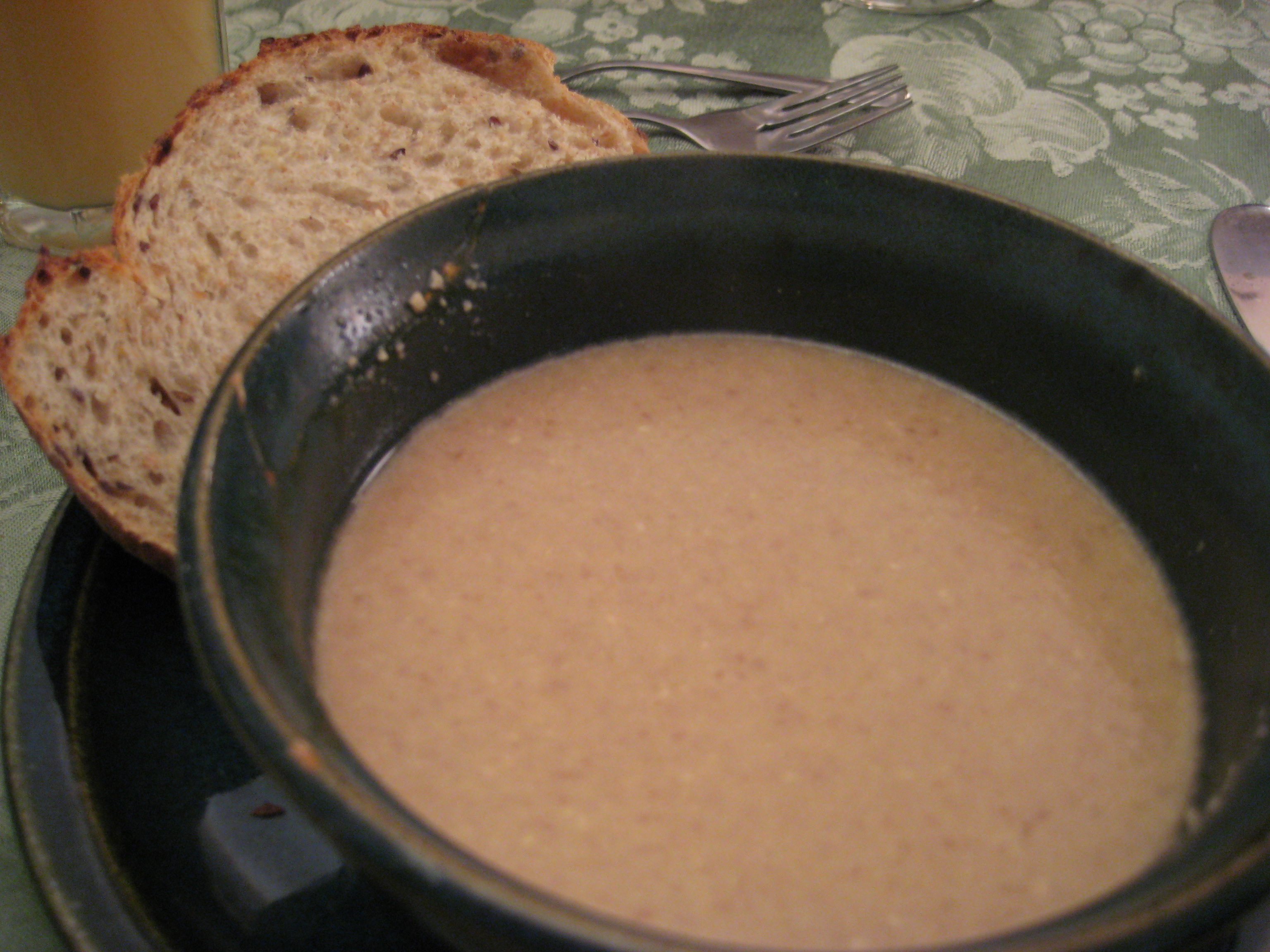
Una sopa de nuez con pan

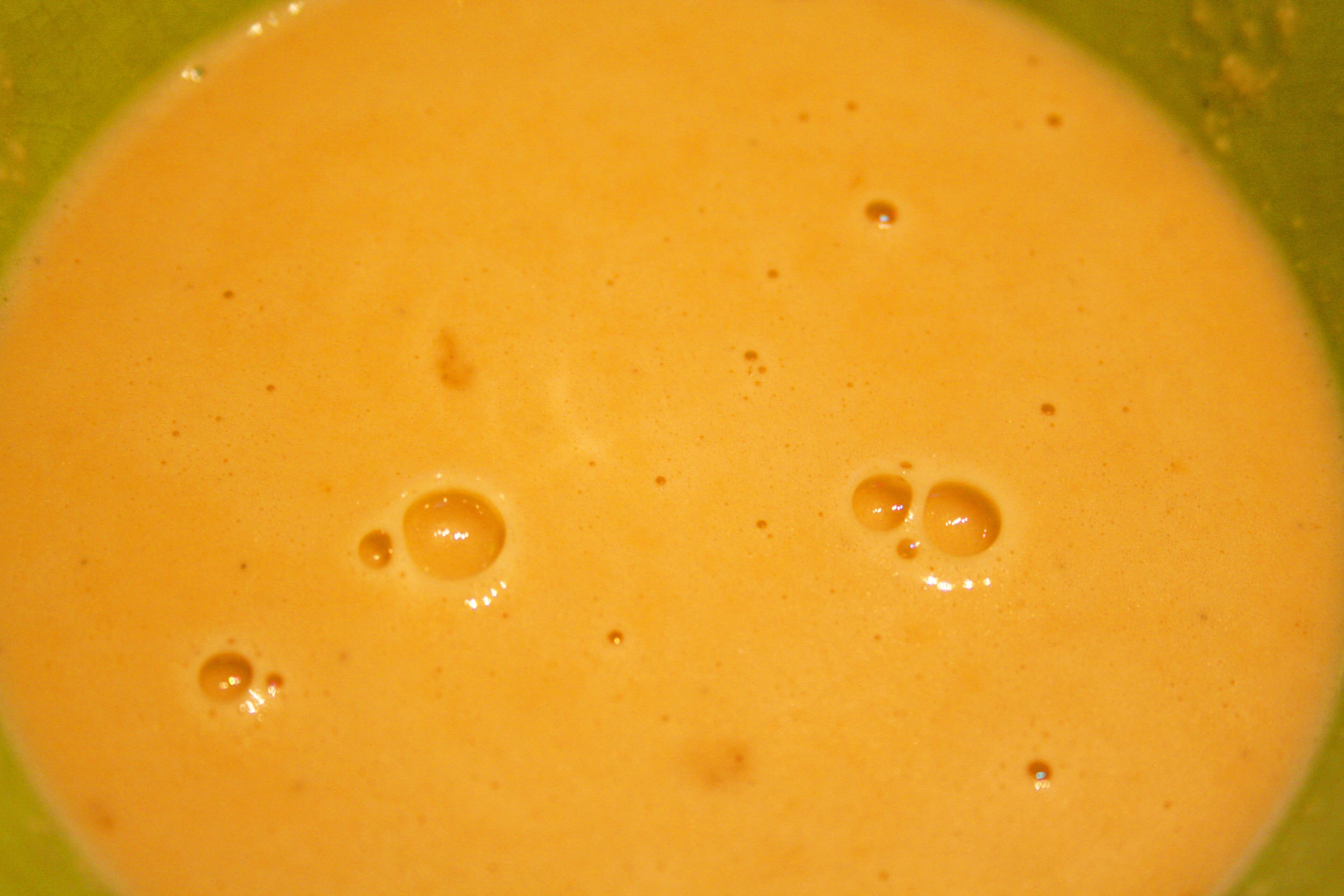
Sopa de nueces a la crema

La sopa de nuez es una sopa a base de caldo o crema preparada con nueces como ingrediente principal. A veces se prepara en combinaciones con otros ingredientes, como «sopa de calabaza y nueces». La sopa de nueces forma parte de las cocinas de China, Italia y México.

## Introducción
La sopa de nueces se prepara utilizando nueces como ingrediente principal. La sopa se puede preparar como una sopa a base de caldo o de crema, esta última puede denominarse «sopa de crema de nueces». Se pueden usar nueces peladas frescas o enlatadas, y la sopa puede incluir puré de nueces, nueces picadas o enteras. También se pueden utilizar nueces tostadas para preparar la sopa. La sopa de nueces a veces se prepara en combinaciones con otros ingredientes, como  «sopa de calabaza y nueces» y «sopa de pepino y nueces», entre otros. Los ingredientes adicionales pueden incluir mantequilla, aceite, aceite de nuez, jugo de limón, condimentos, sal y pimienta.

## En distintos países
En la cocina china se denomina hup tul woo (en chino, 核桃糊; jyutping, hap6 tou4 wu4) a una sopa de nuez dulce, la cual a menudo se consume como entrada o postre. Los ingredientes básicos de la Hup Tul Woo son agua, nueces, harina de arroz y azúcar. Además se suele utilizar crema, leche de coco, dátiles rojos chinos, arroz, peen tong (caramelo de azúcar marrón chino), jengibre, sal y coñac. Las nueces para la sopa por lo general son hechas puré o picadas fino. La sopa puede ser servida fría o caliente.
En Italia, la minestra di noci es parte de la cocina italiana, donde se la prepara en la zona del Piamonte, en la cual abundan las plantaciones de nogales. En el Piamonte, por lo general es preparada durante los meses de invierno.
En México también se prepara «sopa de nueces», la cual se sirve fría o caliente, y a veces posee una textura delicada.

Sopas de nuez
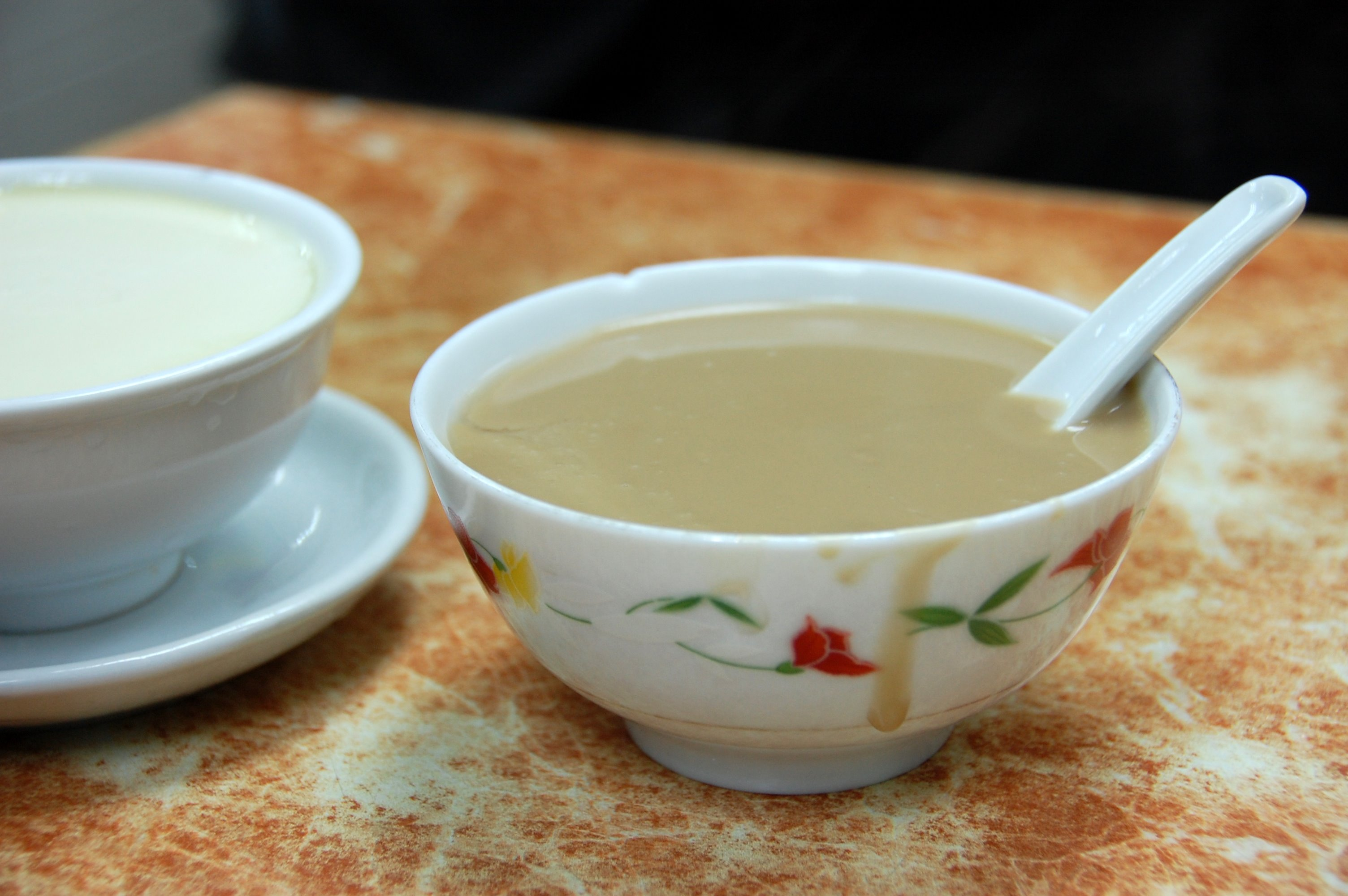
Sopa de nueces china hup tul woo
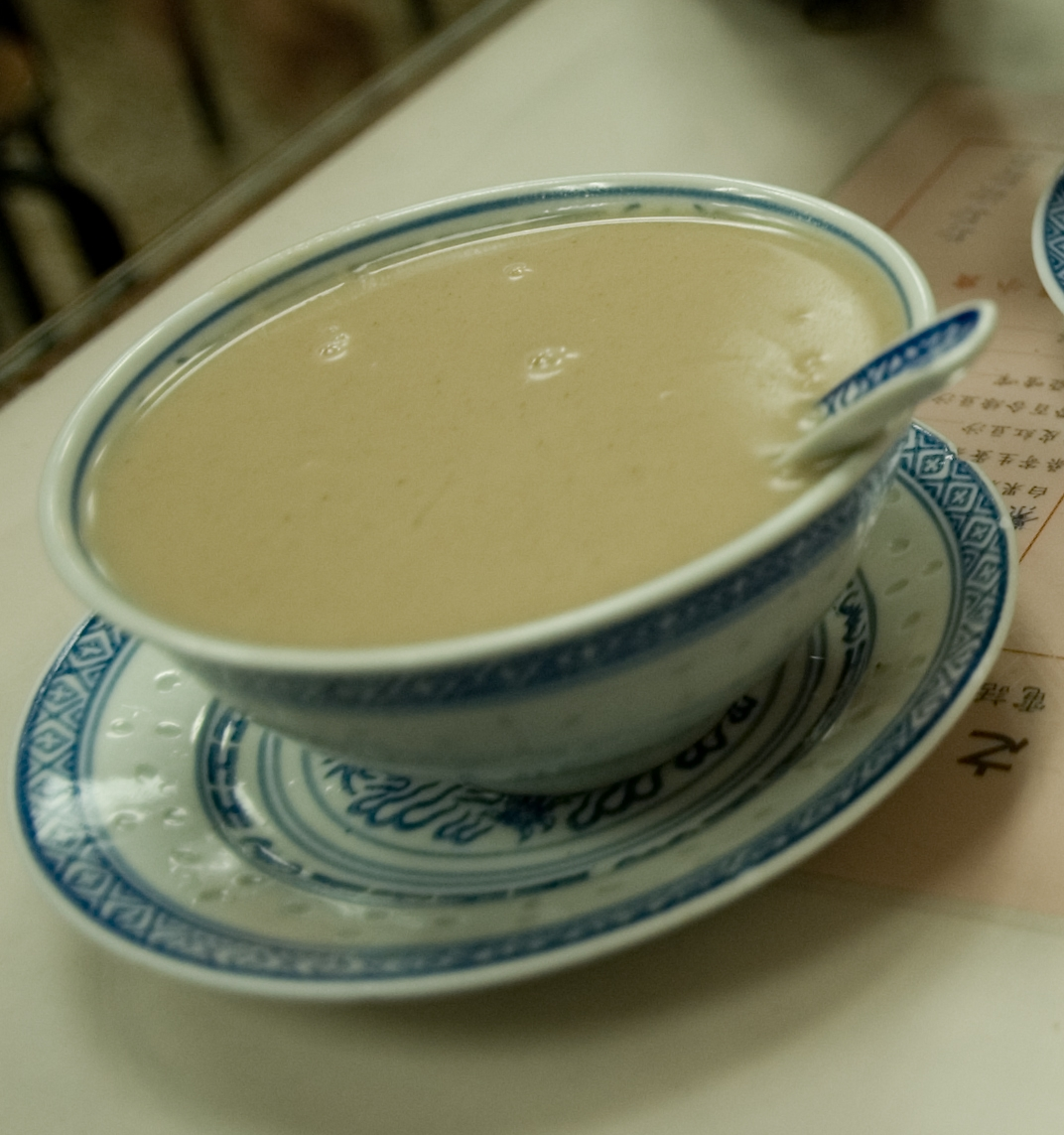
Sopa china hup tul woo
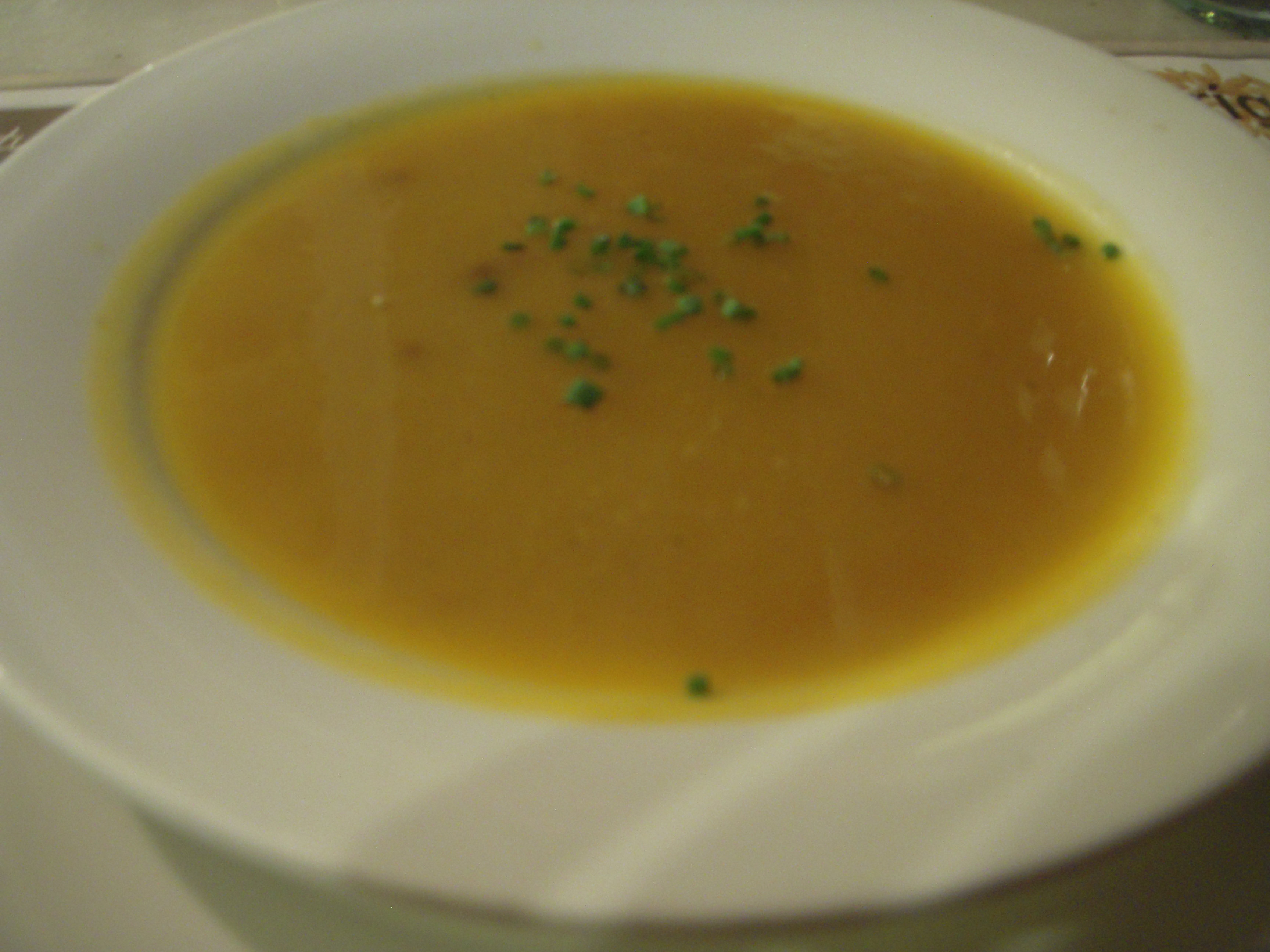
Sopa de calabaza y nueces